# Sun Pin
Sun Pin (chinês tradicional: 孫臏, chinês simplificado: 孙膑, pinyin: Sūn Pìn; morreu em 316(?) a.C.) foi um general e estrategista chinês que viveu durante o Período dos Reinos Combatentes. Alegado descendente de Sun Tzu, Sun Pin recebeu formação em estratégia militar pelo filósofo Guiguzi. Foi acusado de traição enquanto prestava serviço no estado de Wei, sendo condenado a receber uma tatuagem de criminoso na face e a que lhe fossem retiradas as rótulas, tornando-se coxo para o resto da vida. Mais tarde, Sun fugiu de Wei e ascendeu a um papel de suma importância no estado de Qi, onde se tornou um estrategista militar e comandante. Levou Qi à vitória contra Wei na Batalha de Guiling e na de Maling. Sun foi o autor do tratado militar A Arte da Guerra de Sun Pin, redescoberta em 1972 durante escavações arqueológicas depois de desaparecido durante 2 mil anos. Alguns historiadores especulam que Sun Pin pode ser realmente a mesma pessoa que o seu suposto antepassado, Sun Tzu.

## A Arte da Guerra de Sun Pin
A Arte da Guerra de Sun Pin (孫 臏 兵法) é um tratado militar de autoria de Sun Pin. Acredita-se que o livro foi perdido após a Dinastia Han, e, embora tenha havido numerosas referências a ele em textos pós-contemporâneos, alguns historiadores ainda acreditavam que o livro nunca fora escrito e que poderia ser uma falsificação. No entanto, em abril de 1972, os arqueólogos escavaram vários fragmentos de pergaminhos a partir de um túmulo em Linyi, na província de Shandong. A Arte da Guerra de Sun Pin foi encontrado entre os pergaminhos. Embora textos antigos mencionem que o livro original tenha 89 capítulos longos, a cópia redescoberta tinha apenas 16 capítulos verificáveis. Como fragmentos de Sun Tzu do A Arte da Guerra foram descobertos, historiadores acreditavam que alguns dos capítulos podem realmente pertencer à A Arte da Guerra em vez disso.
Quanto ao texto recém-descoberto, houve relatos de historiadores com uma perspectiva diferente sobre a Batalha de Guiling e a Batalha de Maling. Além disso, quando comparado ao A Arte da Guerra de Sun Tzu, A Arte da Guerra de Sun Pin continha uma grande diferença da primeira. A de Sun Tzu aconselhava a guerra de cerco, enquanto o último sugeria táticas para atacar uma cidade sitiada. Tal paralelo é uma mudança na consideração estratégica da guerra de cerco durante as fases posteriores do período dos Reinos Combatentes.

## Cultura Popular
Sun Pin é uma das 32 figuras históricas que aparecem como personagens especiais no jogo Romance of the Three Kingdoms XI.
A sua rivalidade com Pang Juan é retratado no filme Os Reinos Combatentes.